# Calcio ai XIII Giochi del Mediterraneo - Qualificazioni gruppo B
Le partite relative alle Qualificazioni del Gruppo B per il torneo di Calcio ai XIII Giochi del Mediterraneo si sono svolte presso lo Stadio Comunale di Barletta, lo Stadio Degli Ulivi di Andria e lo Stadio Pino Zaccheria di Foggia.

## Classifica
| Gruppo B   | Gruppo B | Gruppo B | Gruppo B | Gruppo B | Gruppo B | Gruppo B | Gruppo B | Gruppo B |
| Squadra    | G        | V        | N        | P        | F        | S        | DR       | PT       |
| ---------- | -------- | -------- | -------- | -------- | -------- | -------- | -------- | -------- |
| Italia     | 2        | 1        | 1        | 0        | 4        | 0        | +4       | 4        |
| Jugoslavia | 2        | 1        | 1        | 0        | 3        | 1        | +2       | 4        |
| Albania    | 2        | 0        | 0        | 2        | 1        | 7        | -6       | 0        |

## Incontri
| Arbitro: | Tivolo |

|                                      |           |             |
| Slović 43’ Tomić 45+3’ Jestrović 80’ | Marcatori | 60’ Bogdani |

| Arbitro: | Celik |

|                                                |           |  |
| Ventola 13’ Baronio 61’ Iannuzzi 68’ Fiore 69’ | Marcatori |  |

| Andria 21 giugno 1997 | Italia | 0 – 0 referto | Jugoslavia | Stadio Degli Ulivi (8.000 spett.)\| Arbitro: \| Romain \| |
| Arbitro:              | Romain |               |            |                                                           |